# Cheavon Clarke
Cheavon Clarke est un boxeur jamaïcain, puis britannique, né le 14 décembre 1990 à Montego Bay.

## Carrière
Sa carrière amateur est principalement marquée par une médaille d'argent remportée aux championnats d'Europe de 2017 dans la catégorie poids lourds.

## Palmarès

### Championnats d'Europe
- Médaille d'argent en -91 kg en 2017 à Kharkiv, Ukraine

### Jeux européens
- Médaille de bronze en -91 kg en 2019 à Minsk, Biélorussie

### Jeux du Commonwealth
- Médaille de bronze en -91 kg en 2018 à Gold Coast, Australie